# تپه پوللر
تپه پوللر مربوط به هزاره اول قبل از میلاد - سده‌های اولیه دوران‌های تاریخی پس از اسلام است و در شهرستان ورزقان، بخش مرکزی، دهستان ازومدل جنوبی، ۱ کیلومتری شرق روستای نصیرآّباد واقع شده و این اثر در تاریخ ۲۷ اسفند ۱۳۸۷ با شمارهٔ ثبت ۲۶۴۱۸ به‌عنوان یکی از آثار ملی ایران به ثبت رسیده است.